# Aéroport international du Salvador
Pour l'aéroport desservant la ville de Salvador de Bahia au Brésil, voir Aéroport international de Salvador de Bahia.
L'aéroport international du Salvador (ou aéroport international Monseigneur Oscar Arnulfo Romero y Galdámez) (code IATA : SAL • code OACI : MSLP) est un aéroport domestique et international situé dans la municipalité de San Luis Talpa (département de La Paz), à environ 50 km de la ville de San Salvador, capitale du Salvador et chef-lieu du département de San Salvador. Elle est la principale ville du pays et la seconde ville la plus peuplée d'Amérique centrale après la ville de Guatemala.
L'aéroport est construit à partir de 1979 afin d'y remplacer l'aéroport international d'Ilopango, qui desservait jusqu'alors la capitale salvadorienne. L'aéroport subit d'importants agrandissements en 1995 puis en 2022 où la capacité est à ce moment augmentée à cinq millions de passagers annuellement. L'aéroport constitue un hub pour les compagnies aériennes Avianca El Salvador, Volaris El Salvador et Volaris Costa Rica et permet de relier une trentaine de destinations. 
L'aéroport international du Salvador dispose d'une piste principale en asphalte (07/25) d'une longueur de 3 200 mètres de long, la plus longue d'Amérique centrale, et de 45 mètres de large, avec une surface de roulage effective de 35 mètres et des accotements de 7,5 mètres. Pour les petits avions, une piste secondaire (18/36) est également construite, d'une longueur de 800 mètres, utilisée actuellement comme stationnement de longue durée pour les avions qui en ont besoin. La piste et les voies de circulation sont entièrement repavées en 2015. La catégorie OACI de l'aéroport quant au type d'aéronefs qu'il peut accueillir est 4E, de sorte que les Boeing 747, Airbus A340, Boeing 777, Airbus A350 et Boeing 787 peuvent y être opérés à leur pleine capacité.

## Situation
L'aéroport international du Salvador est situé dans la municipalité de San Luis Talpa, dans le département de La Paz, à environ 50 km au sud-est de la ville de San Salvador, à laquelle il est relié par l'autoroute Comalapa (Autopista 5). 
| San Salvador Ilopango |

## Statistiques
Pour des raisons techniques, il est temporairement impossible d'afficher le graphique qui aurait dû être présenté ici.

Voir la requête brute et les sources sur Wikidata.

## Compagnies et destinations

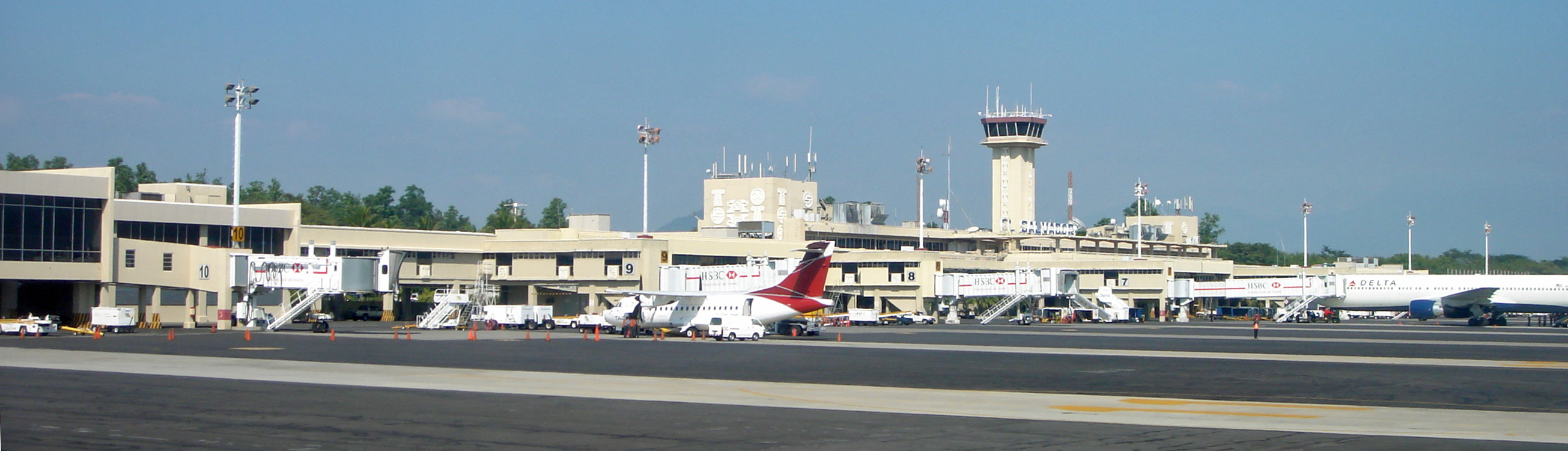

| Compagnies                        | Destinations |
| --------------------------------- | --- |
| Aeroméxico Connect                | Mexico-B. Juárez |
| Air Transat                       | En saison : Montréal (P.-E.-Trudeau) |
| American Airlines                 | Dallas-Fort Worth, Miami |
| Avianca Costa Rica                | Cancún, Los Angeles, New York-John F. Kennedy, Quito-M. Sucre, San José-J. Santamaría, Toronto (Pearson) |
| Avianca El Salvador               | - Belize City-P. S. W. Goldson, - Bogota-El Dorado, - Dallas-Fort Worth, - Guatemala-La Aurora, - Guayaquil-J. J.-Olmedo, - La Havane-José Martí, - Houston-George Bush, - Lima-J. Chávez, - Los Angeles, - Managua, - Medellín-J. M. Córdova, - Mexico-B. Juárez, - Miami, - Newark-Liberty, - New York-John F. Kennedy, - Orlando, - Panama-Tocumen, - San Francisco, - San José-J. Santamaría, - San Pedro Sula-R. V. Morales, - Comayagua, - Washington-Dulles |
| Avianca Guatemala                 | Managua, Roatán-J. M. Gálvez, San Pedro Sula-R. V. Morales, Tegucigalpa-Toncontín |
| Avianca Pérou                     | Lima-J. Chávez |
| Copa Airlines                     | Panama-Tocumen |
| Delta Air Lines                   | Atlanta H.-Jackson, New York-John F. Kennedy |
| Iberia                            | Madrid-Barajas |
| Interjet                          | Mexico-B. Juárez |
| Spirit Airlines                   | Fort Lauderdale-Hollywood, Houston-George Bush, Orlando |
| Transportes Aéreos de El Salvador | San Salvador-Ilopango |
| Transportes Aéreos Guatemaltecos  | Guatemala-La Aurora |
| United Airlines                   | Houston-George Bush En saison : Newark-Liberty |
| Volaris                           | Guadalajara-M. Hidalgo y Costilla, Mexico-B. Juárez |
| Volaris Costa Rica                | Cancún, Guatemala-La Aurora, Los Angeles, Managua, New York-John F. Kennedy, San José-J. Santamaría, Washington-Dulles |

Édité le 13/04/2019

### références
1. ↑  (es) « Interjet starts operations to El Salvador », EnElAire, novembre 2018 (consulté le 19 novembre 2018)
2. ↑  (es) « Volaris announces new direct flights to El Salvador from Mexico City and Guadalajara », EnElAire, mars 2019 (consulté le 7 mars 2019)